# Dinamo Riga (1940–1995)
Dinamo Riga war ein lettischer Eishockeyclub aus Riga, der in der ersten sowjetischen Liga spielte. Die Heimspiele der Mannschaft wurden in der ersten überdachten Eishalle Lettlands, der Rīgas Sporta Pils, ausgetragen.

## Geschichte
Dinamo Riga wurde während der Besetzung Lettlands durch die Sowjetunion gegründet. Nach dem Zweiten Weltkrieg wurde der Verein 1946 neu gegründet und war eines von zwölf Teams, welche die erste sowjetische Meisterschaft bei einem Turnier im Winter 1946/47 ausspielten. Dinamo Riga beendete dieses Turnier auf dem vierten Rang hinter dem HK Dynamo Moskau, HC ZSKA Moskau und HC Spartak Moskau. Drei Jahre später wurde der Klub in Daugava Riga umbenannt und blieb bis zur Saison 1958/59 in der höchsten Liga der Sowjetunion, konnte aber nie in den Kampf um die Meisterschaft eingreifen.
Mit dem Abstieg Daugavas in die zweite Liga begann für das lettische Eishockey eine Zeit des Mittelmaß, die bis zum Ende der sechziger Jahre anhielt. Trotz mehrfacher Versuche schaffte der Club es nicht, aus der zweiten sowjetischen Liga aufzusteigen. 1968 wurde Daugava wieder in Dinamo Riga umbenannt und die Mannschaft stieg in die dritte Liga ab.
1968 übernahm der russische Trainer Wiktor Tichonow das Traineramt bei Dinamo. Er war für seinen Hang zur Disziplin bekannt und revolutionierte die Trainingsmethoden, indem er einen Videorekorder zur Spielanalyse benutzte. Außerdem legte er großen Wert auf die körperliche Fitness seiner Spieler. Aufgrund des geringen Potentials der Dinamo-Spieler setzte er eine Strategie ein, die bis dahin keine sowjetische Mannschaft nutzte: Das Spiel mit vier Angriffsreihen. Dadurch konnte seine Mannschaft spielerisch bessere Mannschaften durch Schnelligkeit und bessere Kondition schlagen, so dass Dinamo 1970 wieder in die zweite und 1973 sogar in die erste Liga aufstieg.
1975 wurde Viktors Hatuļevs  von Dinamo Riga der erste Spieler der Sowjetunion, der von einem Team aus der National Hockey League gedraftet wurde, aber natürlich niemals die Chance bekam, in der NHL zu spielen.
In der Spielzeit 1976/77 wurde Helmuts Balderis, einer der Stars der damaligen Dinamo-Mannschaft, Topscorer und Toptorschütze der Eliteliga und folgerichtig als Spieler des Jahres ausgezeichnet. Schon in der Spielzeit davor hatte er die meisten Tore der Sowjetliga geschossen. 1983 wurde er erneut Topscorer der Liga – insgesamt erzielte er in der sowjetischen Liga 333 Tore und über 230 Assists.
In der Spielzeit 1987/88 konnte Dinamo Riga den größten Erfolg der Vereinsgeschichte feiern: Der zweite Platz in der sowjetischen Meisterschaft hinter ZSKA Moskau. Für diese Saison hatte die Ligenleitung ein Play-off-System nach amerikanischem Vorbild eingeführt. In der ersten Runde belegte Dinamo noch Rang zehn, aber in der zweiten Runde der Meisterschaft konnte man den dritten Rang erklimmen. In den Play-offs wurde zunächst Dynamo Moskau mit 2:0, 3:5 und 4:2 besiegt, bevor man in der Serie gegen ZSKA mit 3:7, 2:1, 2:4 und 2:5 unterlag.
Nach dem Ende der Sowjetunion spielte Dinamo weiter in der GUS-Eliteliga bis zur Auflösung des Vereins 1995. Während dieser Zeit spielte man zunächst unter dem Namen Stars Riga (nach dem Sponsor A/S Stars) und später Pārdaugava Riga. Parallel dazu wurde unter dem Namen Riga Juniors eine neue Mannschaft gegründet, die in der East European Hockey League spielte und zu der viele Spieler nach Auflösung von Dinamo wechselten.
1997 wurde mit Dinamo ’81 Riga eine Art Nachfolgeverein gegründet, der an der lettischen Eishockeyliga und EEHL teilnahm. 2000 löste sich dieser Club ebenfalls auf und wurde durch den HK Riga 2000 ersetzt. Dieser gehörte der lettischen Eishockeyliga an und konnte mehrfach die lettische Meisterschaft gewinnen.

### Saisonstatistiken seit 1978
| Saison  | Sp | S  | N  | U | Pkt | Torv.     | Platzierung | Anmerkung       | Spielerstatistik |
| ------- | -- | -- | -- | - | --- | --------- | ----------- | --------------- | ---------------- |
| 1978/79 | 44 | 19 | 18 | 7 | 45  | 150 : 132 | 6           |                 |                  |
| 1979/80 | 44 | 16 | 24 | 4 | 36  | 134 : 162 | 8           |                 |                  |
| 1980/81 | 49 | 22 | 21 | 6 | 50  | 163 : 157 | 5           |                 |                  |
| 1981/82 | 56 | 17 | 33 | 6 | 40  | 202 : 234 | 8           |                 |                  |
| 1982–83 | 56 | 27 | 24 | 5 | 59  | 240 : 212 | 5           |                 |                  |
| 1983–84 | 44 | 17 | 19 | 8 | 42  | 146 : 172 | 8           |                 |                  |
| 1984–85 | 52 | 18 | 25 | 9 | 45  | 170 : 196 | 7           |                 |                  |
| 1985–86 | 40 | 19 | 15 | 6 | 44  | 138 : 128 | 5           |                 |                  |
| 1986–87 | 40 | 14 | 21 | 5 | 33  | 117 : 132 | 7           |                 |                  |
| 1987/88 | 44 | 21 | 15 | 8 | 49  | 152 : 138 | 3           | Playoff-Finale* |                  |
| 1988–89 | 44 | 18 | 20 | 6 | 42  | 115 : 131 | 6           |                 |                  |
| 1989–90 | 48 | 26 | 15 | 7 | 59  | 148 : 117 | 5           |                 |                  |
| 1990–91 | 46 | 25 | 16 | 5 | 55  | 187 : 138 | 5           |                 |                  |

 * Die sowjetische Liga wurde nur in der Spielzeit 1987/88 mit Play-offs beendet.
Legende: Sp = Spiele, S = Siege, N = Niederlagen, U = Unentschieden, Pkt = Punkte, Torv = Torverhältnis

## Berühmte Spieler
- Helmuts Balderis
- Viktors Hatuļevs
- Artūrs Irbe
- Harijs Mellups
- Sandis Ozoliņš
- Vitālijs Samoilovs
- Kārlis Skrastiņš
- Oļegs Znaroks
- Sergejs Žoltoks

## Trainer
- 1946–1949: Jānis Dobelis
- 1949–1961: Edgars Klāvs
- 1961–1962: Anatolijs Jegorovs
- 1962–1963: Georgijs Firsovs
- 1963–1968: Staņislavs Motls
- 1968–1977: Wiktor Tichonow
- 1977–1980: Ēvalds Grabovskis
- 1980–1989: Wladimir Jursinow
- 1989–1990: Pjotr Worobjow
- 1990–1991: Ēvalds Grabovskis
- 1992: Jevgeņijs Banovs
- 1992–1994: Juris Reps
- 1994–1995: Mihails Beskašnovs
- 1995: Leonīds Beresņevs